# Neoliomera
Neoliomera is een geslacht van krabben (Brachyura) uit de familie Xanthidae. De wetenschappelijke naam van het geslacht werd voor het eerst geldig gepubliceerd in 1925 door Odhner. De typesoort van het geslacht is Zozymus pubescens H. Milne Edwards, 1834.

## Soorten
De volgende soorten zijn bij het geslacht ingedeeld:
- Neoliomera cerasinus Ng, 2002
- Neoliomera demani Forest & Guinot, 1961
- Neoliomera fragraea Ho & Ng, 2014[2]
- Neoliomera insularis (Adams & White, 1849)
- Neoliomera intermedia Odhner, 1925
- Neoliomera lippa (Nobili, 1905)
- Neoliomera moana Poupin & Starmer, 2013[3]
- Neoliomera nobilii Odhner, 1925
- Neoliomera ovata Tweedie, 1950
- Neoliomera praetexta (Rathbun, 1906)
- Neoliomera pubescens (H. Milne Edwards, 1834)
- Neoliomera richteroides Sakai, 1969
- Neoliomera richtersi (De Man, 1889)
- Neoliomera sabaea (Nobili, 1905)
- Neoliomera striata Buitendijk, 1941
- Neoliomera sundaica (De Man, 1888)
- Neoliomera themisto (De Man, 1889)
- Neoliomera variolosa (A. Milne-Edwards, 1873)